# إليزابيث هيس
إليزابيث هيس (بالألمانية: Elisabeth Hase) هي مصممة جرافيك ومصورة ألمانية، ولدت في 16 ديسمبر 1905 في Döhlen ‏، وتوفيت في 9 أكتوبر 1991 في فرانكفورت في ألمانيا.